# Saint Just (groupe)
Pour les articles homonymes, voir Saint-Just et Saint Just.
Saint Just est un groupe de rock progressif italien. Leur style musical est marqué d'influences classiques, folks et psychédéliques.

## Biographie
Le groupe est formé en 1973 comme trio, formé par Jane Sorrenti aux côtés de Jenny (voix), Toni Verde (guitare, basse, voix) et Robert Fix (saxophone).
La même année, le groupe publie un premier album, éponyme, qui fait participer à l'enregistrement : Mario D'Amora (piano et orgue), Tony Esposito (batterie) et Gianni Guarracino (guitare électrique).
Leur second album, La Casa del Lago sorti en 1974, voit un changement de formation : le saxophoniste Robert Fix quitte le groupe au profit de Tito Rinesi (chant, guitares, percussions, harmonica, autoharpe), Andrea Faccenda (guitares, piano, orgue, harmonica) et Fulvio Maras (batterie et percussions). Le groupe se sépare peu après. La chanteuse Jane Sorrenti entreprendra plus tard une carrière solo sous le nom de Jenny Sorrenti.
Sorrenti reforme le groupe avec une différente formation qui publie sous le nom de Saint Just Again l'album Prog Explosion, en 2011. L'album est publié en format vinyle 33 tours.

## Discographie
- 1973 : Saint Just
- 1974 : La Casa del Lago
- 2011 : Prog Explosion (sous le nom de Saint Just Again)